# Боркі (Паєнчанський повіт)
Боркі (пол. Borki) — село в Польщі, у гміні Семковиці Паєнчанського повіту Лодзинського воєводства.
Населення — 40 осіб (2011).
У 1975-1998 роках село належало до Серадзького воєводства.

## Демографія
Демографічна структура станом на 31 березня 2011 року:
|          | Загалом | Допрацездатний вік | Працездатний вік | Постпрацездатний вік |
| -------- | ------- | ------------------ | ---------------- | -------------------- |
| Чоловіки | 17      | 4                  | 11               | 2                    |
| Жінки    | 23      | 5                  | 12               | 6                    |
| Разом    | 40      | 9                  | 23               | 8                    |